# Ochtiná
Ochtiná (allemand : Achten, est un village de Slovaquie situé dans la région de Košice.

## Histoire
Première mention écrite du village en 1243.

## Démographie

### Évolution de la population
| Année:               | 1994. | 2004.   | 2014.   | 2024.   |
| -------------------- | ----- | ------- | ------- | ------- |
| Nombre de personnes: | 503   | 551     | 533     | 535     |
| Différence:          |       | +9,54 % | -3,26 % | +0,37 % |

| Année:               | 2023. | 2024.   |
| -------------------- | ----- | ------- |
| Nombre de personnes: | 531   | 535     |
| Différence:          |       | +0,75 % |

## Tourisme
Présence dans le village d'une grotte classée patrimoine mondial par l'UNESCO